# Minnesota Democratic–Farmer–Labor Party
O Minnesota Democratic-Farmer-Labor Party (Partido Democrata-Agricultor-Trabalhista de Minnesota) é um partido político do estado de Minnesota, sendo uma filial do Partido Democrata. Foi criado em 15 de abril de 1944 entre uma fusão do Partido Democrata de Minnesota e o Farmer-Labor Party. Os membros do partido são frequentemente chamados de DFLers.
Orville Freeman foi eleito o primeiro governador do estado pelo DFL, em 1954. Os principais membros do partido são os vice-presidenteHubert H. Humphrey que foi candidato a presidente em 1968 e Walter Mondale que foi e candidato a presidente em 1984; Eugene McCarthy que foi senador e Paul Wellstone que também foi senador. A sede do partido fica em Saint Paul.